# Cantó de Val-de-Meuse

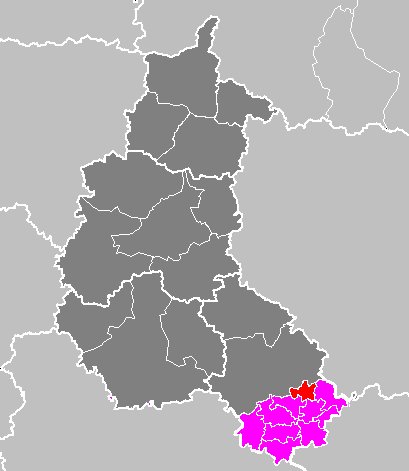
Localització del cantó.

El cantó de Val-de-Meuse és un cantó francès del departament de l'Alt Marne, situat al districte de Langres. Té 5 municipis i el cap és Val-de-Meuse.

## Municipis
- Chauffourt
- Dammartin-sur-Meuse
- Lavilleneuve
- Sarrey
- Val-de-Meuse

## Història
| Data d'elecció                           | Identitat           | Partit                    | Qualitat |
| ---------------------------------------- | ------------------- | ------------------------- | -------- |
| 1945-1970                                | M. Paulin           | Divers droite             |          |
| 1970-2001                                | Jean-Pierre Bernard | Divers droite, després DL |          |
| 2001-2008                                | Gérard Didier       | Divers droite             |          |
| 2008-                                    | Jean Lipp           | MoDem                     |          |
| les dades anteriors no són pas conegudes |                     |                           |          |
|                                          |                     |                           |          |

## Demografia
| A partir de 1990: Població sense dobles comptes |